# 円仁
円仁（えんにん、旧字体：圓仁）は、第3代天台座主。慈覚大師（じかくだいし）ともいう。入唐八家（最澄・空海・常暁・円行・円仁・恵運・円珍・宗叡）の一人。下野国の生まれで出自は壬生氏。

## 留学まで

### 出生

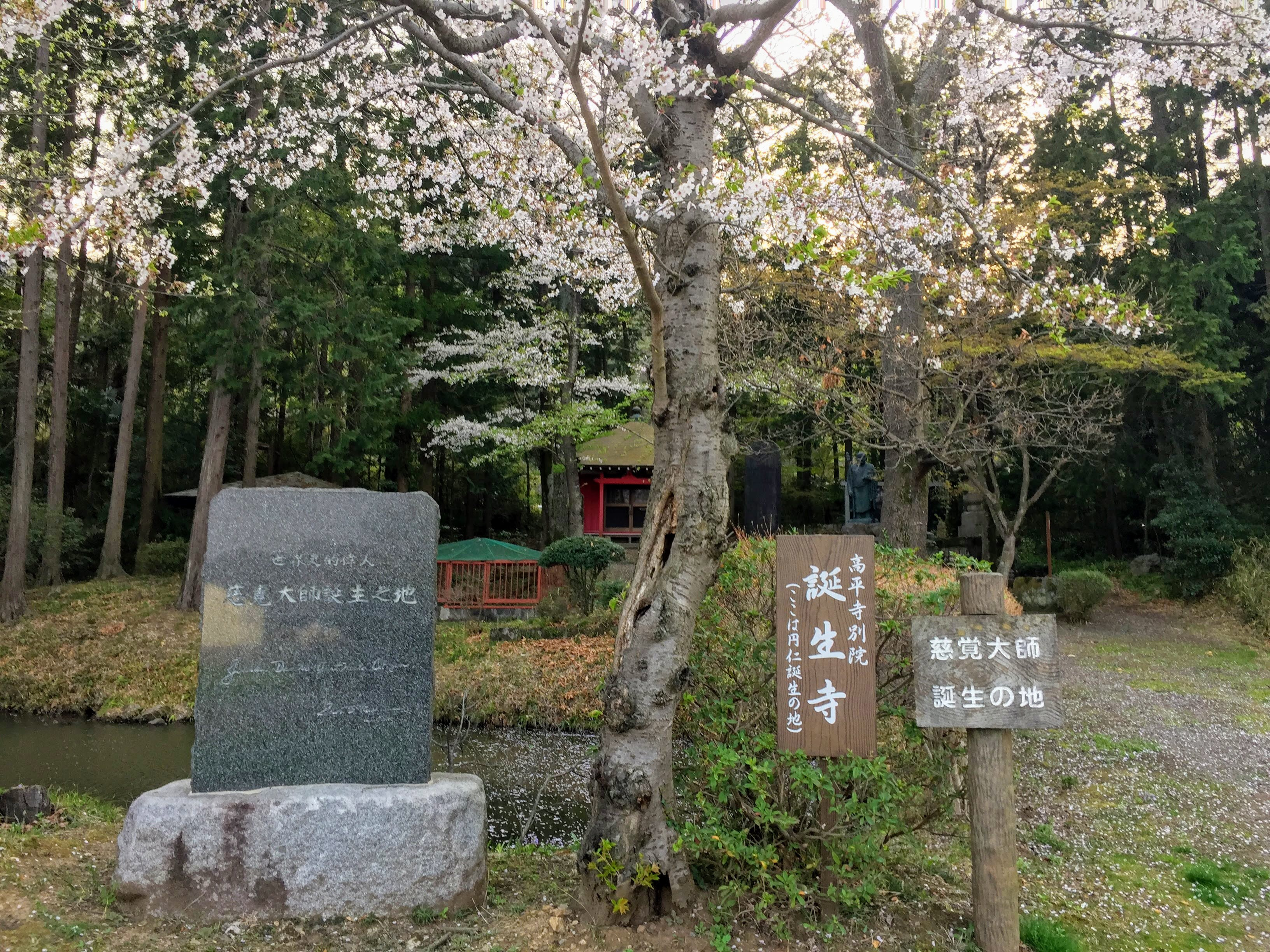
誕生の地（栃木市岩舟町下津原）

延暦13年（794年）、下野国都賀郡または安蘇郡に豪族壬生氏の子として生まれる。
出生地については諸説あり、
- 壬生寺（現・下都賀郡壬生町大師町）[1]

- 美加保ノ関（栃木市藤岡町三鴨の都賀字館・佐野市越名）

- 三毳山東麓手洗窪（安蘇郡下津原、現・栃木市岩舟町下津原）[2]

などの説がある。

### 入門と出家
兄の秋主からは儒学を勧められるが早くから仏教に心を寄せ、9歳で大慈寺に入って修行を始める。大慈寺の師・広智は鑑真の直弟子道忠の弟子であるが、道忠は早くから最澄の理解者であって、多くの弟子を最澄に師事させている。
大同3年（808年）、15歳のとき、広智に連れられ比叡山延暦寺に上り、最澄に師事する。奈良仏教の反撃と真言密教の興隆という二重の障壁の中で天台宗の確立に立ち向かう師最澄に忠実に仕え、学問と修行に専念して師から深く愛される。最澄が止観（法華経の注釈書）を学ばせた弟子10人のうち、師の代講を任せられるようになったのは円仁ひとりであった。
弘仁4年（813年）、言試（国家試験）に合格、翌年21歳で得度（出家）する。弘仁7年（816年）、23歳で三戒壇の一つ東大寺で具足戒（小乗250戒）を受ける。この年、師最澄の東国巡遊に従って故郷下野を訪れる。最澄のこの旅行は、新しく立てた天台宗の法華一乗の教えを全国に広める為、全国に6箇所を選んでそこに宝塔を建て、一千部八千巻の法華経を置いて地方教化・国利安福の中心地としようとするものであった。弘仁8年（817年）3月6日、大乗戒を教授師として諸弟子に授けるとともに自らも大乗戒を受ける。その灌頂したときの投華得仏は金剛薩埵で「大勇金剛」の密号を与えられたと云われる。弘仁13年（822年）29歳で最澄から一心三観の妙義を授けられ、その後最澄は死去した。

## 唐への留学

### 遣唐使の渡海の困難
承和3年（836年）、1回目の渡航失敗、翌承和4年（837年）、2回目の渡航を試みたが失敗した。承和5年（838年）6月13日、乗船し、17日、博多津を出港。『入唐求法巡礼行記』を13日から記し始める。志賀島から揚州東梁豊村まで8日間で無事渡海する（しかし「四つの船」のうち1艘は遭難している）。円仁の乗った船は助かったものの、船のコントロールが利かず渚に乗り上げてしまい、円仁は潮で濡れ、船は全壊するという形での上陸だった。
上陸日である唐の開成3年7月2日は日本の承和5年7月2日と日付が一致していた。唐と日本で同じ暦を使っているのだから当然ではあるが、異国でも日付が全く同じであることに改めて感動している。

### 天台山を目指すも規制と実力滞在
最後の遣唐使として唐に留学するが、短期間の請益僧（学業を修めた僧が、その業を深め疑問を解決するための短期留学僧）であったため目指す天台山へは、規制が厳しくなり旅行許可が下りず、そのまま帰国せねばならない事態に陥った。唐への留住を唐皇帝に何度も願い出るが認められない。そこで円仁は遣唐使一行と離れて、外国人僧の滞在には唐皇帝の勅許が必要だったが、危険を冒して不法在唐を決意する。天台山にいた最澄の姿を童子（子供）の時に見ていたという若い天台僧敬文が、日本から高僧が揚州に来ているという情報を得て懐かしく思い、天台山からはるばる円仁を訪ねてきた。敬文は唐滞在中の円仁の世話を何かと見てくれるようになる。海州東海県で遣唐大使一行から離れ一夜を過ごすも、村人たちに不審な僧だと警戒される。中国語が通じず、「自分は新羅僧だ」と主張しているが新羅の言葉でもなく、怪しい僧だと役所に突き出され、再び遣唐大使一行のところに連れ戻される。

### 在唐新羅人社会の助け
当時、中国の山東半島沿岸一帯は張宝高をはじめとする多くの新羅人海商が活躍していたが、山東半島の新羅人の港町・赤山浦の在唐新羅人社会の助けを借りて唐残留に成功（不法在留者でありながら通行許可証を得る等）する。遣唐使一行から離れ、寄寓していた張宝高設立の赤山法華院で聖林という新羅僧から天台山の代わりに五台山を紹介され、天台山はあきらめたが五台山という新たな目標を見出す。春を待って五台山までの約1270キロメートルを歩く。唐内では多くは一日約40kmを徒歩で移動していた。

### 五台山巡礼
承和7年（840年）、五台山を巡礼する。標高3000mを超す最高峰の北台叶斗峰にも登山する（47歳）。五台山では、長老の志遠から「遠い国からよく来てくれた」と温かく迎えられる（『行記』開成5年（840年）4月28日条）。五台山を訪れた2人目の日本人だという（1人目は、最澄とともに入唐し、帰国せず五台山で客死した霊仙三蔵）。法華経と密教の整合性に関する未解決の問題など「未決三十条」の解答を得、日本にまだ伝来していなかった五台山所蔵の仏典37巻を書写する。また、南台の霧深い山中で「聖燈」（ブロッケン現象か）などの奇瑞を多数目撃し、文殊菩薩の示現に違いないと信仰を新たにする。

### 長安への求法
当時世界最大の都市にして最先端の文化の発信地でもあった長安へ行くことを決意し、五台山から約1100キロメートルを徒歩旅行する（53日間）。その際、大興善寺の元政和尚から灌頂を受け、金剛界大法を授き、青竜寺の義真からも灌頂を受け、胎蔵界・盧遮那経大法と蘇悉地大法を授く。また、金剛界曼荼羅を長安の絵師・王恵に代価6千文で描かせる。
台密にまだなかった念願の金剛界曼荼羅を得たこの晩、今は亡き最澄が夢に現れ、曼荼羅を手に取りながら涙ながらに大変喜んでくれたという。円仁は師の最澄を拝しようとしたが、最澄はそれを制して逆に弟子の円仁を深く拝したという。描かせていた曼荼羅が完成する。
しばらくして、唐朝に帰国を百余度も願い出るも拒否される（会昌元年（841年）8月7日が最初）が、その間入唐以来5年間余りを共に過して来た愛弟子・惟暁を失う（享年32）。また、サンスクリット語を学び、仏典を多数書写した。長安を去る時には423部・合計559巻を持っていた。そして、会昌2年（842年）10月に会昌の廃仏がはじまり、外国人僧の国外追放という予期せぬ形で、帰国が叶った（会昌5年2月）。なおこの際に強制的に還俗させられており、再度剃髪したのは帰国直前である。

### 帰国の旅の苦難
当時の長安の情勢は、唐の衰退も相まって騒然としていた。治安も悪化、不審火も相次いでいた。その長安の街を夜半に発ったが（曼荼羅や膨大な経巻を無事に持ち帰るため）、夜にもかかわらず多くの長安住人の送別を受けた。送別人の多くは、唐高官の仏教徒李元佐のほか、僧侶及び円仁の長安暮らしを支えた長安在留の新羅人たちが主であった。餞けとして絹12丈（30m余）を贈ってくれた新羅人もいた。歩くこと107日間、山東半島の新羅人の町・赤山まで歩いて戻った。
この際、新羅人の唐役人にして張宝高の部下の将・張詠が円仁のために唐政府の公金で帰国船を建造してくれたが、密告に遭い、この船では帰れなくなる。
「円仁が無事生きている」という情報は日本に伝わっていたらしく、比叡山から弟子の性海が円仁を迎えに唐にやってきて、師と再会を遂げる。楚州の新羅人約語（通訳のこと）劉慎言に帰国の便船探しを頼み（彼は新羅語・唐語・日本語を操れるトライリンガルであった）、彼の見つけた新羅商人金珍の貿易船に便乗して帰国する。円仁は劉慎言に沙金弐両と大坂腰帯を贈っている。朝鮮半島沿岸を進みながらの90日間の船旅であった。新羅船は小型だが高速で堅牢であることに驚いている。博多津に到着し、鴻臚館に入った。日本政府は円仁を無事連れ帰ってきた金珍ら新羅商人に十分に報酬を報いるように太政官符を発し、ここで9年6ヶ月に及んだ日記『入唐求法巡礼行記』（全4巻）の記述を終えている。54歳。最澄や空海が日本へ搬入しなかった経典やその後の新訳経典を意識的に集めて持ち帰り、日本の密教の発展に寄与した。
この9年6ヶ月に及ぶ求法の旅の間、書き綴った日記が『入唐求法巡礼行記』で、これは日本人による最初の本格的旅行記であり、時の皇帝、武宗による仏教弾圧である会昌の廃仏の様子を生々しく伝えるものとして歴史資料としても高く評価され、特にエドウィン・O・ライシャワーの研究により日本でも著名になり、欧米でも知られるようになる。

## 帰国後
目黒不動として知られる瀧泉寺や、山形市にある立石寺、松島の瑞巌寺を開いたと言われる。慈覚大師円仁が開山したり再興したりしたと伝わる寺は関東に209寺、東北に331寺余あるとされ、平泉中尊寺や浅草の浅草寺もそのひとつ（岩舟町観光協会HP）。このほか北海道にも開基伝承が存在する(有珠善光寺)。
後に円仁派は山門派と称された。円珍は寺門派となり、両者は長期にわたり対立関係になった（山門寺門の争い）。
仁寿4年（854年）4月3日、円仁は61歳で第3代延暦寺座主に任命された。
貞観6年（864年）1月14日、71歳で遷化した。没後2年たった貞観8年（866年）、師である最澄に伝教大師の諡号が贈られたのにあわせて、法印大和尚位とともに慈覚大師の諡号が勅によって贈られた。

## 人物
- 性は円満にして温雅、眉の太い人であったと言われる。
- 浄土宗の開祖法然は、私淑する円仁の衣をまといながら亡くなったという。

## 伝説
円仁の、安蘇山の麓の手洗窪に生まれたという説では、桓武天皇の延暦13年、廣智菩薩が大慈寺住職のとき、南方に紫雲がたなびき、尋ねていくと安蘇山麓（現在の三毳山のふもと岩舟町下津原手洗窪）の関家、大慈寺の大檀那であった駅長、壬生首麻呂の家に至りて男児が誕生した。「八雲御抄」をもとにした言い伝えである。元・安蘇郡下津原の手洗窪は「慈覚大師誕生の地」として栃木市の史跡に指定されている。

## 僧歴
主に『五十音引僧綱補任　僧歴綜覧』による
- 弘仁4年（813年）12月：官試[6]
- 弘仁5年（814年）1月：得度[6]
- 弘仁7年（816年）：具足戒（於東大寺）[7]
- 承和2年（835年）：入唐請益僧[48]
- 嘉祥2年（849年）7月：内供
- 仁寿4年（854年）7月14日：天台座主
- 貞観6年（864年）1月14日：入滅

## 伝記
- 源英明『慈覚大師伝』
- 宗性『日本高僧伝要文抄』巻2
- 虎関師錬『元亨釈書』巻3
- 高泉性潡『東国高僧伝』巻3
- 金竜敬雄・羅渓慈本『天台霞標』初編巻之1, 2編巻之2, 3編巻之1, 4編巻之2, 5編巻之1, 6編巻之1, 7編巻之1
- 卍元師蛮『本朝高僧伝』巻6
- 佐伯有清 『円仁』, 吉川弘文館人物叢書196
- 河野保博「円仁と円珍―日本の天台を確立した入唐大師とその渡航」, 『人物で学ぶ日本古代史 3』, 吉川弘文館